# Седлюхно
Седлюхно (пол. Siedluchno) — село в Польщі, у гміні Орхово Слупецького повіту Великопольського воєводства.
Населення — 41 особа (2011).
У 1975-1998 роках село належало до Конінського воєводства.

## Демографія
Демографічна структура станом на 31 березня 2011 року:
|          | Загалом | Допрацездатний вік | Працездатний вік | Постпрацездатний вік |
| -------- | ------- | ------------------ | ---------------- | -------------------- |
| Чоловіки | 21      | 4                  | 15               | 2                    |
| Жінки    | 20      | 1                  | 11               | 8                    |
| Разом    | 41      | 5                  | 26               | 10                   |